# Панч (персонаж)

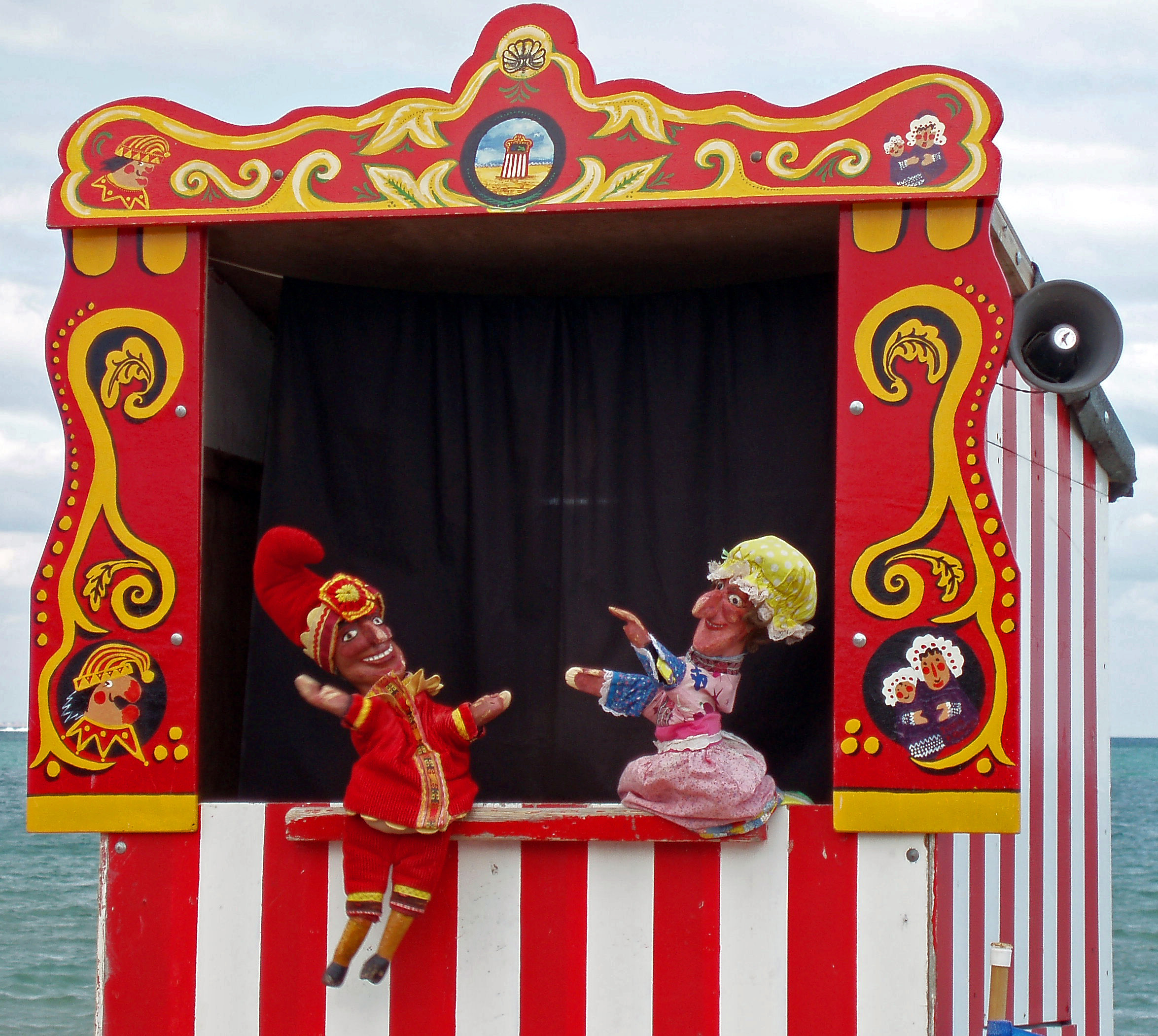
Вистава «Панч і Джуді», Дорсет, Англія

Панч (англ. Punch) — персонаж англійського фольклору, зокрема, народного лялькового театру, герой відомої лялькової вистави «Панч і Джуді» (англ. Punch & Judy Show).
Ім'я Панч — скорочення від Панчінелло (Puncinello), яке, зі свого боку, утворене від італійського імені Пульчінелла (італ. Pulcinella).
Вважається, що вперше про Панча (ймовірно, все-таки про Пульчінеллу) в Англії дізналися 1662 року під час виступів італійських лялькарів-маріонетників. Перейнявши образ, англійські лялькарі відтоді зробили його чи не найпопулярнішим персонажем у місцевих виставах народного лялькового театру.
Образ Панча в англійському ляльковому театрі еволюціонував від блазня при королівському дворі (користувався популярністю у Вікторінську добу) до чоловічка-героя побутових сценок у так званій виставі «Панч і Джуді». В уявленні англійців  віддавна незмінними залишається  зовнішність та вдача Панча — це горбань з гострим гачкуватим носом, у гостроконечному (блазенському) ковпаку, він гультяй і гульвіса, балагур і любитель дати волю рукам.  
Власне, вистава «Панч і Джуді» (англ. Punch & Judy Show) — це традиційний британський вуличний ляльковий театр, який зображує короткі побутові сценки (інтермедії) з окремим гумористичним сюжетом, що має викликати щирий сміх серед глядачів. Кожна така вистава побудована на веселих діалогах Панча з іншими персонажами, серед яких, зокрема, його дружина Джуді, яку незмінно зображують у традиційному очіпку.
Нерідко виставу про Панча і Джуді показує один лялькар, який віддавна називають «професором, вчителем» ("professor").
Панч здобув популярність не лише в Англії, але й  в США і всьому англомовному світі. Зокрема, найпопулярніший англійський гумористичний часопис носить назву «Панч».   